# 멀티모달 인터페이스
멀티모달 인터페이스(multimodal interaction)는 시청각 이외의 커뮤니케이션 모드를 이용한 사용자 인터페이스를 가리킨다. 촉각이나 힘의 감각, 전정 감각, 후각 등이 이용된다. 컴퓨터 조작이라는 특별한 환경에서는 키보드나 마우스 이외의 인터페이스를 이와 같이 부른다. 가상현실에서는 시청각 이외의 인터페이스 모드가 적극적으로 이용된다.

## 같이 보기
- 음성 인식
- 웹 접근성
- 와이어드 글러브